# Мина, Хуан Хосе
Хуа́н Хосе́ Ми́на Гонса́лес (исп. Juan José Mina González; род. 27 июля 2004, Кали) — колумбийский футболист, защитник клуба «Депортиво Кали». 
Старший брат Хуана Ерри Мина — известный колумбийский футболист.

## Клубная карьера
Мина — воспитанник клуба «Депортиво Кали». 7 мая 2022 года в матче против «Индепендьенте Санта-Фе» он дебютировал в Кубке Мустанга. 

## Международная карьера
В начале 2023 года в составе молодёжной сборной Колумбии Маркинес принял участие в домашнем молодёжном чемпионате Южной Америки. На турнире он сыграл в матчах против команд Перу,  Эквадора и Парагвая. 